# Try a Little Tenderness
Try a Little Tenderness è una canzone scritta da Jimmy Campbell, Reg Connelly e Harry M. Woods e fu registrata per la prima volta nel 1932 da Ray Noble con il cantante Val Rosing, nel 1933 fu la volta di Ted Lewis (Columbia 2748 D) e di Ruth Etting (Melotone 12625) che ebbe un grande successo. Anche Bing Crosby la registrò il 9 gennaio 1933 per la Brunswick Records. 
Una versione strumentale per archi suona mentre scorrono i titoli di testa del film di Stanley Kubrick del 1964 Il Dr. Stranamore. Oltre alla famosa versione di Otis Redding, è stata incisa da Frank Sinatra, dai Three Dog Night , da Michael Bublé e da molti altri.
Nel 1991 il brano fu inserito nella colonna sonora del film di Alan Parker The Commitments. 
Il brano fa parte della colonna sonora della serie televisiva Glee nella versione cantata da Amber Riley nei panni di Mercedes Jones.

## La versione di Otis Redding
Nel 1966 Otis Redding realizzò una sua versione in una forma completamente nuova. Redding nella sua versione fu accompagnato da Booker T. & the M.G.'s, dallo staff della Stax e dallo stesso produttore Isaac Hayes che aveva collaborato all'arrangiamento. Il brano fu anche pubblicato come Lato A del 45 giri Try A Little Tenderness / I'm Sick Y'all (Volt – 45-141).
Nel 1967 Redding aveva eseguito il brano al Monterey Pop Festival a Monterey, California. 
Nel 1969 il gruppo rock Three Dog Night realizzò una versione che è una copia dell'interpretazione di Otis Redding compreso il finale del brano.

## Altre versioni
- 1988, Rod Stewart nel suo album Out of Order
- 2000, Etta James nel suo album Matriarch of the Blues
- 2001, Tina Turner nell'album One Last Time Live in Concert registrato dal vivo nel suo concerto del 2000, noto come Twenty Four Seven Millennium Tour, tenuto nello Stadio di Wembley
- 2005, Michael Bublé nell'album It's Time e nel DVD Caught in the Act